# Torneo de Tashkent 2016
El Tashkent Open 2016 es un torneo de tenis que se juega en canchas duras al aire libre. Es la 18.ª edición del Abierto de Tashkent, y forma parte de los torneos internacionales de la WTA. Se llevará a cabo en el Centro de Tenis de Tashkent en Tashkent, Uzbekistán, del 26 de septiembre al 1 de octubre de 2016.

## Cabeza de serie

### Individual
| Tenista          | Ranking | Preclasificada |
| Johanna Larsson  | 45      | 1              |
| Kirsten Flipkens | 58      | 2              |
| Çağla Büyükakçay | 64      | 3              |
| Nao Hibino       | 76      | 4              |
| Kurumi Nara      | 78      | 5              |
| Lesia Tsurenko   | 80      | 6              |
| Sorana Cîrstea   | 85      | 7              |
| Naomi Broady     | 87      | 8              |
| Denisa Allertová | 89      | 9              |

- Ranking del 19 de septiembre de 2016

### Dobles
| Tenista                                 | Ranking | Preclasificada |
| Lyudmyla Kichenok Nadiia Kichenok       | 129     | 1              |
| Nicole Melichar Varatchaya Wongteanchai | 149     | 2              |
| Demi Schuurs Renata Voráčová            | 166     | 3              |
| Raluca Olaru İpek Soylu                 | 192     | 4              |

## Campeonas

### Individual Femenino
Kristýna Plíšková venció a  Nao Hibino por 6-3, 2-6, 6-3

### Dobles Femenino
Raluca Olaru /  İpek Soylu vencieron a  Demi Schuurs /  Renata Voráčová por 7-5, 6-3